# Close to You
Close to You — второй студийный альбом американского дуэта The Carpenters, выпущенный 19 августа 1970 года. В 2003 году альбом занял 175-е место в списке журнала Rolling Stone 500 величайших альбомов всех времён, оставшись на том же месте в переиздании списка в 2012 году. Альбом содержит хит-синглы «(They Long to Be) Close to You» и «We’ve Only Just Begun». Первый сингл принес дуэту Carpenters международную славу.
Альбом возглавил канадский музыкальный чарт и занял 2-е место в чарте альбомов Billboard в США. Он также имел успех в Великобритании, войдя в топ-50 официальных чартов на 76 недель в первой половине 1970-х годов.
Альбом и его синглы принесли дуэту восемь номинаций на премию «Грэмми», включая «Альбом года», «Песня года», «Запись года», победив в номинациях «Лучший новый исполнитель» и «Лучшее современное вокальное исполнение дуэтом, группой или хором».

## История создания
Барабанщик Хэл Блейн сообщил, что родители Карпентеров были в студии звукозаписи для альбома Close to You, и «сразу можно было сказать, что они управляли процессом». По словам Блейна, мать Карен диктовала ей стиль пения и выражала неодобрение тому, что она не выступала в качестве барабанщика во всех песнях. Блейн возразил, что, хотя Карен была способным барабанщиком, она привыкла громко играть на живых выступлениях и поэтому не была знакома с различными требованиями к записи в профессиональной студии; однако она была заранее проинформирована об участии Блейна и выразила свое одобрение.
«(They Long to Be) Close to You» была первой композицией Берта Бахараха и Хэла Дэвида, которую перепели Карпентеры. Песня была неоднократно перезаписана в шестидесятых, но не имела успеха до версии Carpenters. Он стал первым золотым синглом Ричарда и Карен Карпентер, сертифицированным RIAA, а также их первым синглом Billboard Hot 100, который попал в десятку лучших. Она оставалась на первом месте в течение 4 недель и стала культовой в истории музыки. Ричард посвятил песню Карен.
Песня «We’ve Only Just Begun» началась в 1970 году как реклама банка Crocker, написанная Полом Уильямсом и Роджером Николсом. Рекламный ролик показал, как пара женится и начинает совместную жизнь. В августе 1970 года он стал вторым золотым синглом Carpenters, сертифицированным RIAA.
«Love Is Surrender» была песней, которую Ричард и Карен услышали в подростковом возрасте. Изначально она была написана Ральфом Кармайклом для современного христианского мюзикла Tell It Like It Is.
«Maybe It’s You» — песня, написанная Ричардом Карпентером и Джоном Беттисом для их предыдущей группы Spectrum. Соло на гобое исполнил Дуг Строун.
«Reason to Believe» — песня, написанная Тимом Хардином в 1960-х годах. Род Стюарт записал с ним хит в 1971 году. Карен заявила на живом концерте, что им нравится эта песня потому, что это была одна из первых песен, которые они исполнили вместе как группа.
«Help!» — песня, написанная Джоном Ленноном и Полом Маккартни в начале 1965 года. The Carpenters выпустили четыре кавера Beatles («Ticket to Ride», «Help!», «Can’t Buy Me Love» из Your Navy Presents и «Nowhere Man»).
«Baby It’s You» — песня, написанная Бертом Бакараком, Барни Уильямсом и Маком Дэвидом. Её спели Ричард и Карен в 1970 году и исполнили в их телешоу Make Your Own Kind of Music.
«I’ll Never Fall in Love Again» — третья подряд композиция Берта Бахараха в альбоме. Он был включен в их попурри в следующем году в альбоме Carpenters. По словам Тома Риддла из Your Navy Presents, в песне была вокальная гармония из 29 частей. Первоначально являвшаяся частью саундтрека к мюзиклу Бахараха и Дэвида Promises, Promises 1968 года, песня вошла в десятку лучших хитов Дионн Уорвик в январе 1970 года.
Первоначально исполнено Карен и Ричардом в хоре университета штата Калифорния в Лонг-Бич в 1969 году. «Crescent Noon» — песня, написанная Ричардом Карпентером и Джоном Беттисом.
«Mr. Guder» была посвящена Ричарду Карпентеру и боссу Джона Беттиса в Диснейленде — Вику Гудеру, который их уволил. Их наняли играть старую музыку на фортепиано и банджо в парке Coke Corner на Мейн-стрит, США, но они продолжали играть современные мелодии, которые просили посетители. 

## Оценки критиков
Close to You был номинирован в категориях «Запись года» и «Альбом года» на 13-й ежегодной премии «Грэмми» в 1971 году. В том же году «Close to You» получил премию «Грэмми» в номинации «Лучший новый исполнитель» и ещё одну статуэтку за «Лучшее современное вокальное исполнение дуэтом, группой или хором».
В ретроспективном обзоре AllMusic Close to You назван «на удивление сильным альбомом», особенно высоко оценены оригинальные композиции Ричарда Карпентера «Maybe it’s You», «Crescent Noon» и «Mr. Guder», в которых подчеркивается превосходный вокал Карен Карпентер и талант Ричарда к аранжировке. Они также высмеивали современную критику альбома, намекая на то, что негативная реакция была вызвана тем, что Close to You был успешным поп-альбомом во время больших политических потрясений.

## Список композиций
Везде вокал Карен Карпентер, если не указано иное.
| №  | Название                                                   | Автор(ы)                      | Длительность |
| -- | ---------------------------------------------------------- | ----------------------------- | ------------ |
| 1. | «We’ve Only Just Begun» (вокал: Карен и Ричард Карпентеры) | Роджер Николс, Пол Уильямс    | 3:04         |
| 2. | «Love Is Surrender» (вокал: Карен и Ричард Карпентеры)     | Ральф Кармайкл                | 1:59         |
| 3. | «Maybe It’s You»                                           | Джон Беттис, Ричард Карпентер | 3:09         |
| 4. | «Reason to Believe»                                        | Тим Хардин                    | 3:02         |
| 5. | «Help!»                                                    | Джон Леннон, Пол Маккартни    | 3:02         |
| 6. | «(They Long to Be) Close to You»                           | Берт Бакарак, Хэл Дэвид       | 4:34         |

| №                   | Название                                         | Автор(ы)                               | Длительность |
| ------------------- | ------------------------------------------------ | -------------------------------------- | ------------ |
| 1.                  | «Baby It’s You»                                  | Берт Бакарак, Мак Дэвид, Барни Уильямс | 2:50         |
| 2.                  | «I’ll Never Fall in Love Again»                  | Берт Бакарак, Хэл Дэвид                | 2:56         |
| 3.                  | «Crescent Noon»                                  | Джон Беттис, Ричард Карпентер          | 4:09         |
| 4.                  | «Mr. Guder»                                      | Джон Беттис, Ричард Карпентер          | 3:17         |
| 5.                  | «I Kept On Loving You» (вокал: Ричард Карпентер) | Роджер Николс, Пол Уильямс             | 2:13         |
| 6.                  | «Another Song»                                   | Джон Беттис, Ричард Карпентер          | 4:22         |
| Общая длительность: | Общая длительность:                              | Общая длительность:                    | 38:37        |

## Участники записи
Приведены по сведениям базы данных Discogs.
The Carpenters:
- Карен Карпентер — вокал, ударные
- Ричард Карпентер — вокал, клавишные, аранжировки и оркестровка

Приглашённые музыканты:
- Хэл Блейн[англ.] — ударные
- Джо Осборн[англ.] — бас-гитара
- Дэнни Вудхэмс — бас-гитара
- Джим Хорн[англ.] — деревянные духовые
- Боб Мессенджер — деревянные духовые
- Дуг Строун — деревянные духовые

Технический персонал:
- Джек Догерти[англ.] — музыкальный продюсер
- Рэй Герхардт — звукорежиссёр
- Дик Богерт — звукорежиссёр
- Том Уилкс — арт-директор
- Kessel/Brehm Photography — фотографии
- Берни Грундман[англ.], Ричард Карпентер — ремастеринг в Bernie Grundman Mastering

## Позиции в хит-парадах и уровни продаж
Еженедельные чарты:
| Год       | Хит-парад                        | Высшая позиция | Пребывание в чарте |
| --------- | -------------------------------- | -------------- | ------------------ |
| 1970—1971 | Австралия (Kent Music Report)    | 16             | нет данных         |
| 1970—1971 | Великобритания (UK Albums Chart) | 23             | 76 недель          |
| 1970—1971 | Канада (RPM Albums Chart)        | 1              | 61 неделя          |
| 1970—1971 | США (Billboard Top LP’s)         | 2              | 87 недель          |
| 1970—1971 | Япония (Oricon LP Chart)         | 53             | 13 недель          |

| Год  | Хит-парад                          | Позиция |
| ---- | ---------------------------------- | ------- |
| 1971 | США (Billboard Top Popular Albums) | 3       |

| Регион                                                      | Сертификация  | Продажи    |
| ----------------------------------------------------------- | ------------- | ---------- |
| Австралия (ARIA)                                            | Золотой       | 35 000^    |
| США (RIAA)                                                  | 2× Платиновый | 2 000 000^ |
| ^ Данные о тиражах приведены только на основе сертификации. |               |            |